# Анас ан-Нашван
Анас ан-Нашван (араб. أنس النشوان‎); он же Абу Малик ат-Тамими ан-Наджди (араб. أبو مالك التميمي النجدي‎) — высокопоставленный шариатский чиновник Исламского государства и саудовец. 

## Биографические сведения
Окончил Исламский университет имама Мухаммада ибн Сауда в Эр-Рияде с самыми высокими оценками. Ат-Тамими был ревностным членом саудовской религиозной полиции, которого готовили на должность в Министерстве юстиции Саудовской Аравии, прежде чем он покинул страну в 2009 году и отправился в Афганистан, где воевал в Кунаре и Нуристане и был легко ранен. В конце концов он переехал в Сирию, где присягнул на верность ИГ. Был на 3-м месте в списке самых разыскиваемых в Саудовской Аравии в 2011 году.
Абу Малик ат-Тамими появился в видео al-Furqan Media, которое было выпущено в апреле 2015 года и стало печально известным тем, что показало жестокую казнь эфиопских христиан Исламским государством в Ливии. Работал в отделе фатв. Затем стал ответственным за шариатский отдел в главном отделе в Ляджна Амма. Был убит во время участия в захвате Эс-Сухне в пустыне Хомс у сирийского правительства в мае 2015 года.